# Pelexia sheviakii
Pelexia sheviakii är en orkidéart som beskrevs av Dariusz Lucjan Szlachetko. Pelexia sheviakii ingår i släktet Pelexia och familjen orkidéer.
Artens utbredningsområde är Ecuador. Inga underarter finns listade i Catalogue of Life.